# Platysoma striatipectum
Platysoma striatipectum är en skalbaggsart som beskrevs av Sylvain Auguste de Marseul 1870. Platysoma striatipectum ingår i släktet Platysoma och familjen stumpbaggar. Inga underarter finns listade i Catalogue of Life.